# Молласани
Молласани́ (перс. ملاثاني‎) — город на юго-западе Ирана, в провинции Хузестан, на левом берегу реки Карун. Входит в состав шахрестана Ахваз.
На 2006 год население составляло 13 979 человек.
Альтернативные названия: Молла Шани (Mollā Şānī), Мулла Сани (Mullā Sāny), Рамин (Rāmīn).

## География
Город находится в центре Хузестана, в северо-восточной части Хузестанской равнины, на высоте 33 метров над уровнем моря.
Молласани расположен на расстоянии приблизительно 30 километров к северо-востоку от Ахваза, административного центра провинции и на расстоянии 510 километров к юго-западу от Тегерана, столицы страны.